# Psychotria angulata
Psychotria angulata är en måreväxtart som beskrevs av Pieter Willem Korthals. Psychotria angulata ingår i släktet Psychotria och familjen måreväxter. Inga underarter finns listade i Catalogue of Life.